# Серый четырёхглазый опоссум
Серый четырёхглазый опоссум, или четырёхглазый опоссум (лат. Philander opossum) — вид млекопитающих семейства опоссумов.
Обитает в странах Центральной и Южной Америки от Мексики до северной Аргентины. Название «четырёхглазый» получил из-за хорошо выраженных пятен над глазами. Окраска меха на спине серого, а на брюхе, горле и щеках кремового цвета. Взрослые животные имеют чёрные уши, светлые у основания. Самки рожают от 2 до 7 детёнышей. Опоссумы всеядны, питаются мелкими животными и растительностью, такой как листья, семена и плоды.